# Trzygłów
Trzygłów (także: Trzygław, Trygław; dosł. „mający trzy głowy”) – bóg Pomorzan i prawdopodobnie Słowian połabskich, czczony w Szczecinie, Wolinie i prawdopodobnie Brennie (ob. Brandenburg). Kult potwierdzony od 1124 r., m.in. w żywotach św. Ottona z Bambergu, oficjalnie upadł w 1127 r.

## Kult

### Źródła i historia
W zapiskach łacińskich teonim ten zapisywany jest jako Triglau, Trigelaw, Trigelau, Triglou, Triglaff, Trigeloff.
Informacje o Trzygłowie pochodzą z trzech źródeł. Najstarsze z nich to Vita Prieflingensis („Żywot z Prüfening”) autorstwa anonimowego mnicha z opactwa Prüfening, powstałe do 1146 r., drugim źródłem jest Żywot św. Ottona biskupa bamberskiego mnicha Ebbona z 1151 r., trzecim – Dialog o życiu św. Ottona, biskupa bamberskiego mnicha Herborda, powstałym ok. 1158-1159 r. Źródła te są biografiami św. Ottona z Bambergu i opisują jego misje chrystianizacyjne wśród Słowian bałtyckich.

#### Pierwsza misja
Po otrzymaniu zgody od papieża Kaliksta II, Otton udał się na Pomorze w celach chrystianizacyjnych. Biskup najpierw dotarł do Wolina (według Anonima 4 sierpnia, według Ebbona 13 sierpnia 1124 r.). Anonim opisał tamtejszy kult „włóczni Juliusza Cezara”. Wolinianie odmówili jednak przyjęcia nowej religii i zmusili Ottona do opuszczenia miasta; ten udał się do Szczecina. Herbord podał, że Otton, po okresowym ukrywaniu się w mieście, rozpoczął chrystianizację 1 listopada, po otrzymaniu gwarancji bezpieczeństwa od Bolesława III. Anonimowy mnich przedstawił pokrótce kult Trzygłowa oraz zniszczenie jego świątyni i posągu: w mieście miały znajdować się niedaleko siebie dwie bogato zdobione świątynie (kąciny, łac. continas), gdzie czczono boga Trzygłowa i gdzie znajdowały się boskie wizerunki. W jednej ze świątyń przechowywano pozłacane i posrebrzane siodło należące do boga oraz dorodnego konia, którego używano podczas przepowiedni: na ziemi rozkładano kilka włóczni i przeprowadzano między nimi konia – jeżeli koń, sterowany przez boską moc, nie dotknął nogą żadnej włóczni, oznaczało to pomyślność i dobrą przepowiednię dla nadchodzącej bitwy lub podróży. Ostatecznie, z rozkazu Ottona, świątynie zniszczono, a ofiary rozdano mieszkańcom. Biskup samodzielnie zniszczył drewniany posąg Trzygłowa, zabierając jedynie trzy posrebrzane głowy, które wysłał papieżowi jako dowód ochrzczenia mieszkańców. Według Herborda w Szczecinie znajdowały się cztery świątynie Trzygłowa, w tym jedna bogato zdobiona malunkami ludzi i zwierząt. Bogu poświęcone były złote i srebrne „kratery”, bycze rogi zdobione kamieniami szlachetnymi, z których pito lub używano jako instrumenty, a także miecze, noże i meble. Koń, którego używano podczas wróżb, był czarnej maści.
Następnie Ebbo opisuje, jak kapłani z Wolina wywieźli złoty posążek Trzygłowa, by uchronić go przed zniszczeniem:
Kiedy więc pobożny Otton niszczył świątynię i wizerunki bogów, wówczas to wykradli pogańscy kapłani złoty posążek Trzygłowa, który w pierwszym rzędzie był przez nich czczony, wywieźli z kraju i oddali w opiekę pewnej wdowie pod maleńką wioską, gdzie nie spodziewano się nawet poszukiwań! Ta zaś za pieniądze strzegła tego pogańskiego posążku jak oka w głowie, w ten sposób, że wydrążywszy potężny pień wsadziła tam figurkę zawiniętą w sukno i nie było możności już nie powiem dotknięcia, ale nawet zobaczenia; tylko mały otwór pozostawiono, aby przezeń ofiary składać, i nikt nie miał do domu wstępu chyba tylko na pogańskie obrządki. Biskup postanowił zdobyć figurkę w swoje ręce i posyła niejakiego Hermana na poszukiwania. Ten kupił czapkę barbarzyńską i płaszcz, a dotarłszy po wielu niebezpieczeństwach ciężkiej drogi do owej wdowy, zapewnił, że niedawno się uratował z burzy morskiej wezwawszy Trzygłowa, więc teraz chce należną mu złożyć ofiarę za ratunek, że za jego przewodem cudownie tam dotarł nie znając drogi. Wdowa mu pozwala, lecz nakazuje po wyjściu absolutną tajemnicę. Herman do chaty wszedł ochoczo, rzucił srebrną monetę w otwór, aby brzęk symulował ofiarę. Lecz prędko, co rzucił, wyjął i zamiast czci obelgę, to jest potężne splunięcie zamiast ofiary złożył. Następnie patrząc z całą uwagą, czyby się na nadarzyła jakaś sposobność spełnienia celu swojej wyprawy, zauważył, że figurka Trzygłowa tak starannie i mocno jest osadzona w drzewie, że się w żaden sposób nie da wyrwać ani nawet z miejsca poruszyć... I wodząc w koło oczyma zobaczył siodło Trzygłowa przybite do ściany –, było zaś niezmiernie stare i do niczego nie zdatne –, podskoczywszy z radością, zaraz nieszczęsny upominek zdjął i ukrył, a z pierwszym mrokiem nocy wyszedłszy z całym pośpiechem wrócił do pana swego i towarzyszy, wszystko co zdziałał opisał, siodło też Trzygłowa okazał na dowód rzetelności swoich słów.

– Ebbon, Żywot św. Ottona biskupa bamberskiego

Następnie Otton zażądał, aby mieszkańcy porzucili kult Trzygłowa. Potem Otton założył dwa wolińskie kościoły: jeden w mieście, poświęcony św. Wojciechowi i Wacławowi, drugi poza miastem, duży i piękny, św. Piotrowi. 28 marca 1125 roku Otton wrócił do swojej archidiecezji.

#### Druga misja
Niedługo potem część wolinian i szczecinian powróciła do rodzimej wiary, co opisuje Ebbon: w Wolinie mieszkańcy, po spaleniu idoli podczas pierwszej misji chrystianizacyjnej, zaczęli tworzyć nowe posążki zdobione złotem i srebrem oraz, biesiadując, obchodzić święto bóstw. Za to Bóg chrześcijański miał pokarać ich ogniem z nieba. Dalej podaje:

Szczecin, miasto znaczne i większe niż Wolin, w zasięgu swoim trzy góry zawierał, z których średnia i najwyższa, poświęcona najwyższemu bogu pogańskiemu Trzygłowowi, posiadała posąg trójgłowy, nakryciem złotym oczy i usta zasłaniający; kapłani zaś tych bożków twierdzili, że bóg najwyższy ma dlatego trzy głowy, bo trzema zawiaduje państwami, to jest nieba, ziemi i podziemia, a twarz nakryciem zasłania, jakby grzechów ludzkich nie widząc ani słysząc, by je przeoczył.

– Ebbon, Żywot św. Ottona biskupa bamberskiego

W mieście miała miejsce epidemia, która według kapłanów była zesłana przez bogów jako kara za porzucenie wiary, dlatego mieszkańcy powinni zacząć składać bogom ofiary, jeżeli chcą przeżyć. Od tego czasu w Szczecinie zaczęto na nowo odprawiać pogańskie obrzędy i składać ofiary, a świątynie chrześcijańskie podupadły.
W kwietniu 1127 r. Otto ponownie udał się na Pomorze w celu kontynuowania misji chrystianizacyjnej. W maju i czerwcu przeprowadził on misję chrystianizacyjną w Wołogoszczy i w Choćkowie, a 31 lipca powrócił do Szczecina. Dalej Ebbon i Herbord podali, że zniszczono pogańskie miejsca kultu i kontynuowano chrystianizację.

#### Inne potencjalne źródła
Możliwe, że o kulcie Trzygłowa wspomina XIII-wieczny pisarz Henryk z Antwerpii, który był dobrze poinformowany o walkach o Brennę w połowie XII w. Według niego w grodzie tym czczono bóstwo o trzech głowach, jednak nie podał on jego imienia.
Część autorów uważa, że informacja Adama z Bremy o „Neptunie” może dotyczyć Trzygłowa.

## Dziedzictwo

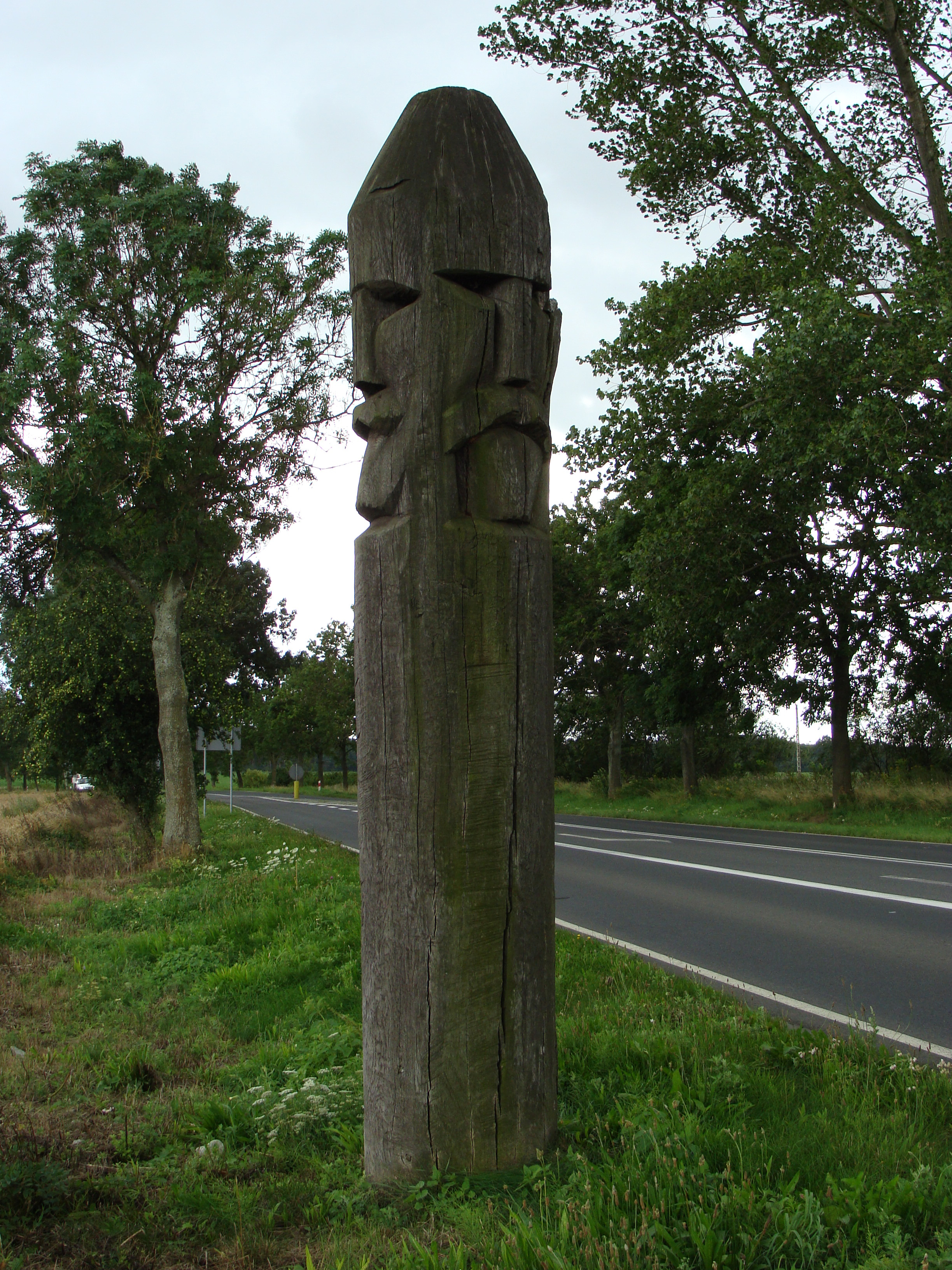
Posąg Trzygłowa przy skręcie do wsi Baszewice i Trzygłów

Badacze próbowali znaleźć jakieś nawiązania do Trzygłowa poza Połabiem i Pomorzem. W tym kontekście często przywoływana jest góra Triglav  w Słowenii oraz związana z nią legenda: „pierwsza ukazała się z wody wysoka góra Trigław”, chociaż np. Marko Snoj uznał związek góry z bogiem za mało prawdopodobny. Aleksander Gieysztor za Josipem Malem przywołuje kamień Triglav pod Ptujem, którego nazwa została wymieniona w 1322 r.
W Polsce istnieje wieś Trzygłów, znajduje się ona jednak w zasięgu kultu szczecińskiego. W zachodnio-północnej Polsce folkloryści zebrali szereg lokalnych legend, wedle których wywieziony z Wolina posążek Trzygłowa miał zostać ukryty we wsi Gryfice, w Świętoujściu na Wolinie, w Tychowie pod głazem narzutowym Trygław, lub w Jeziorze Trzygłowskim.

## W archeologii
Wzgórze, na którym znajdowała się szczecińska świątynia Trzygłowa, najprawdopodobniej jest tożsama ze Wzgórzem Zamkowym. Na jego szczycie miał znajdować się okrąg otoczony rowem, który pierwotnie był okręgiem sakralnym (od VIII w.), później zaś wybudowano tam świątynię Trzygłowa, a ostatecznie świątynię chrześcijańską.
Brandenburska Góra Trzygława znajduje około pół kilometra od grodu umiejscowionego na wyspie. W grodzie odkryto brązowego konika, przedmioty kupieckie, żelazne i ozdobne, w tym wiele ceramiki, co wskazuje na duże znaczenie grodu i że z tym grodem mógł być związany rozbudowany kult religijny.

## Interpretacje

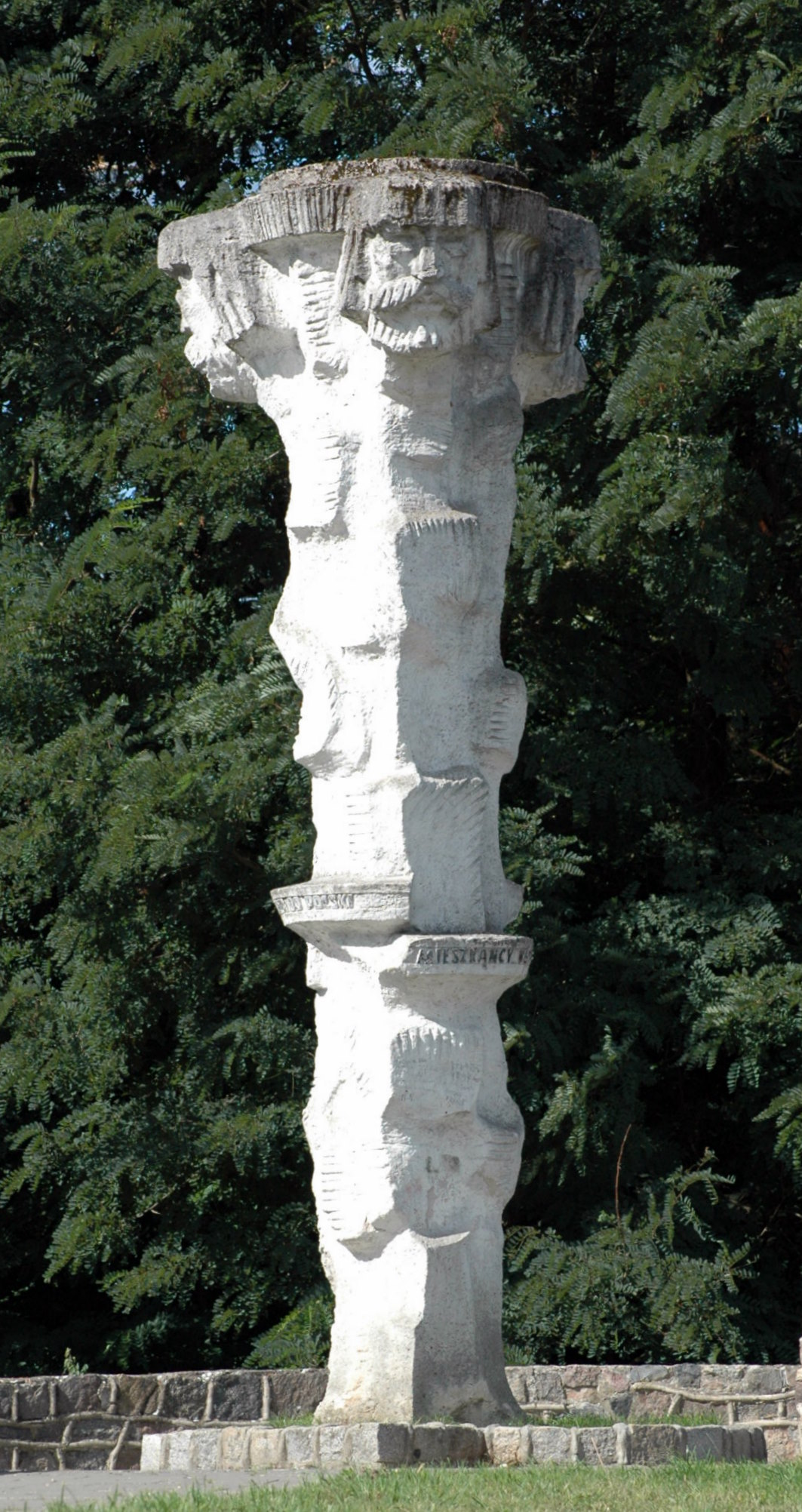
Posąg Trygława w miejskim parku w Wolinie

### Bóg chtoniczny
Według Aleksandra Gieysztora należy uznać, że Trzygłów był bogiem plemiennym, odrębnym od Peruna, na co wskazuje informacja Herborda, że w Szczecinie oprócz świątyń miejscami kultu były także dąb i źródło, które są atrybutami boga gromowładnego. Gieysztor uważał, że Trzygłów był bogiem bliskoznacznym chtonicznemu Welesowi. Według niego za taką interpretacją przemawia fakt, że Trzygłowowi poświęcony był czarny koń, podczas gdy Świętowitowi, interpretowanemu przezeń jako połabska hipostaza Peruna, poświęcony był koń biały. Dodatkowym argumentem za chtonicznością Trzygłowa ma być fakt, że jego posąg był wykonany ze złota.
Andrzej Szyjewski także uznaje Trzygłowa za boga chtonicznego. Przywołuje on opinie części badaczy, że nazwy Wołos (Weles), Wołogoszcz, Wołyń i Wolin są ze sobą związane, a także informację Herborda, że w Wolinie czczono „Plutona” – greckiego boga śmierci.

### Trójca

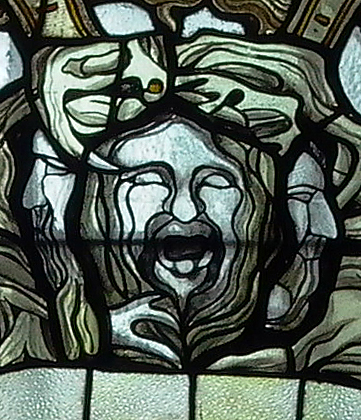
Przedstawienie trójgłowego Trzygława na witrażu w pałacu w Trzygłowie

Według Jiříja Dyndy Trzygłów mógł być troistym bogiem, który był połączeniem postaci trzech bogów odpowiadających za ziemię, niebo i krainę podziemną. Powołuje się przy tym na podanie o „Neptunie” czczonym w Wolinie i łączy to ze słoweńską tradycją dotyczącą góry Triglav, trójpoziomowym idolem ze Zbrucza oraz z wolińską świętą włócznią przymocowaną do słupa, dębem ze źródłem, który ma odpowiadać nordyjskiemu Yggdrasilowi i znajdującymi się pod nim studniami oraz z ukryciem posążka boga w drzewie – wszystko to ma wiązać się z Axis mundi. Dynda proponuje następujące interpretacje :
1. Związek z niebem: Trzygłów ma zasłonięte usta i oczy by „grzechów ludzkich nie widzieć i nie słyszeć”. W mitologiach indoeuropejskich „mroczni” bogowie mają problem ze wzrokiem: Odyn, Velnias, Waruna, Lugh. Opaski na oczach Trzygłowa można jednak powiązać ze Słońcem w kontekście „paradoksalnego okaleczenia” – zasady dotyczącej niektórych bóstw indoeuropejskich, zaproponowanej przez Georgesa Dumézila – grecki bóg słońca Helios nazywany jest tym, „który wszystko widzi i wszystko słyszy”; wedyjski Surja nazywany jest „wszystkowidzącym” czy „obserwującym ludzi”.
2. Związek z ziemią: opis trudnej podróży w celu odnalezienia posążka boga oraz jego „władanie trzema państwami”. Może odpowiadać to Hermesowi, bogowi dróg i ścieżek, który opisywany bywa jako „trójkształtny” czy „trójgłowy” i trójgłowej Hekate będącej opiekunką rozdroży, która od Zeusa dostała do władania po równo kawałek morza, ziemi i nieba.
3. Związek z podziemiem: porównanie Trzygłowa do Neptuna. Ma to odpowiadać indoeuropejskim wierzeniom, że zaświaty znajdują się za morzem; w kontekście słowiańskim odpowiadać może temu czeski tekst, w którym mężczyzna życzy swojej złośliwej zmarłej żonie, by zamieniła się w gęś i poleciała „do Welesa za morze”; Weles interpretowany jest jako bóg śmierci.

### Domniemany wpływ chrześcijaństwa

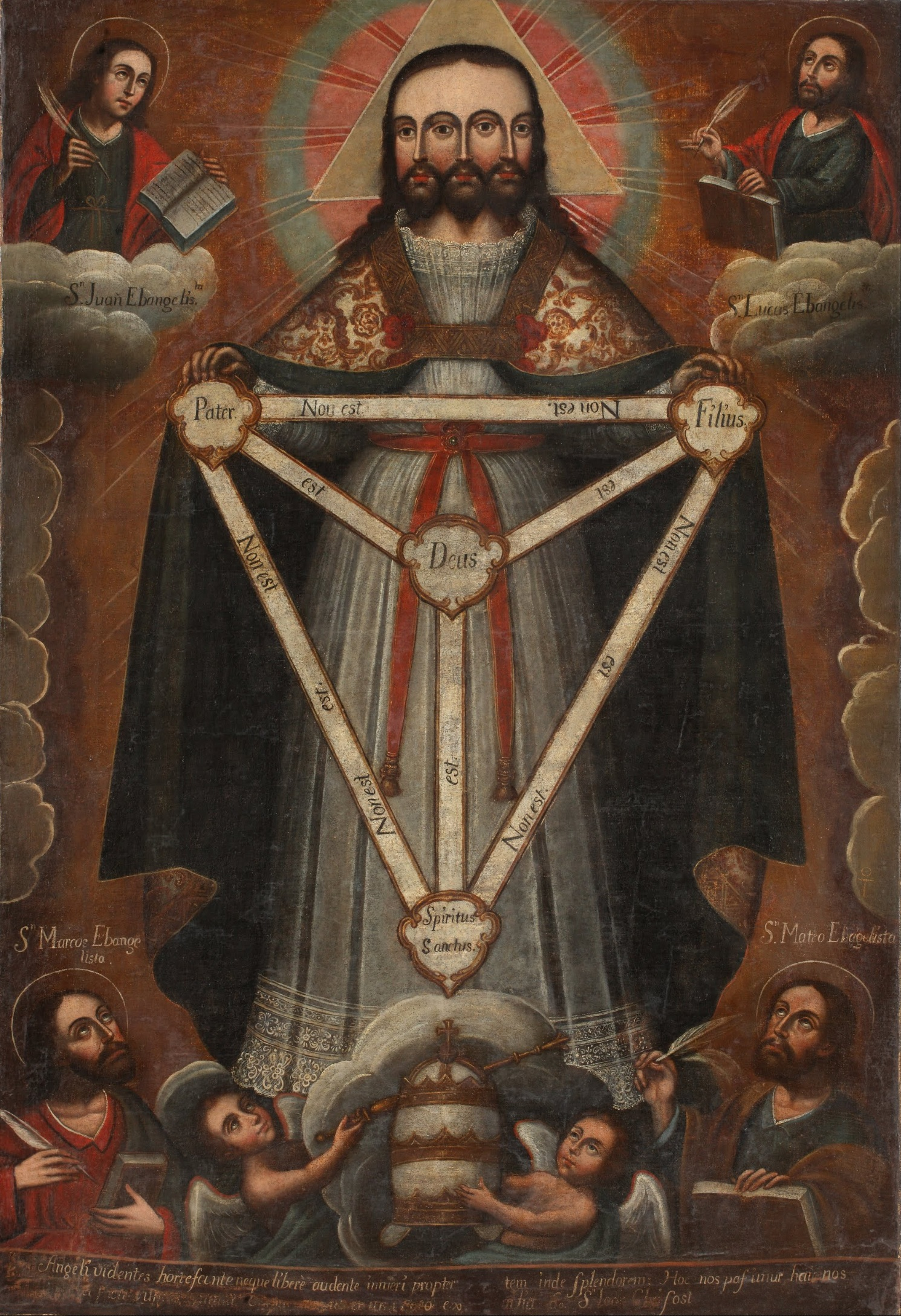
Vultus Trifrons

Według Henryka Łowmiańskiego Trzygłów wywodził się z chrześcijaństwa – w średniowieczu św. Trójcę przedstawiano z trzema obliczami, co później przejąć mieli poganie w postaci trójgłowego bóstwa. Wyobrażenie św. Trójcy z trzema obliczami poświadczone jest jednak dopiero od XIV w., a oficjalne potępienie przez papieża z 1628 r. Samo wyobrażenie św. Trójcy z trzema obliczami może mieć właśnie pochodzenie pogańskie (Bałkany).
Według Stanisława Rosika chrześcijaństwo mogło wywrzeć wpływ na rozwój kultu Trzygłowa w jego schyłkowej fazie. Znaczenie mogło mieć to, że dla Słowian Bóg chrześcijański był „bogiem niemieckim”, związanym z inną grupą etniczną, ale znany z kontaktów sąsiedzkich oraz późniejszego współistnienia kultu Jezusa i Trzygłowa (tzw. dwuwiary). W rozumieniu pogan siłę bóstwa łączono z siłą militarno-polityczną danego plemienia, w związku z czym Pomorzanie liczyli się z nowym bóstwem, a monolatryczny (lub henoteistyczny) kult Trzygłowa mógł sprzyjać utożsamieniu go z Jezusem na zasadzie interpretatio Slavica. Takie ułożenie się religijności sprzyjało późniejszemu, zgodnie z chrześcijańską teologią, uwydatnieniu odrębności Jezusa i Trzygłowa, a także dalsze demonizowanie Trzygłowa po ostatecznym wprowadzeniu chrześcijaństwa na Pomorzu, co być może znajduje ujście w XV-wiecznym Liber sancti Jacobi, gdzie Trzygłów nazywany jest „nieprzyjacielem rodzaju ludzkiego” oraz „bogiem bądź raczej diabłem”.

## W kulturze
- Rękopis Bronisława Trentowskiego: Słowem Halu Jessa stworzył świat i wszystko, co na nim zaistniało. Dlatego Trygław usłyszawszy je, urwał sobie trzy głowy, a z płynącej z nich krwi powstały zastępy trzech kolejnych bóstw[39].
- Możliwe, że Trzygłów przedstawiony został już w XII-wiecznej francuskiej epice, razem z Mahometem, jako pogański wróg chrześcijaństwa[f][26].